# Bažantnice

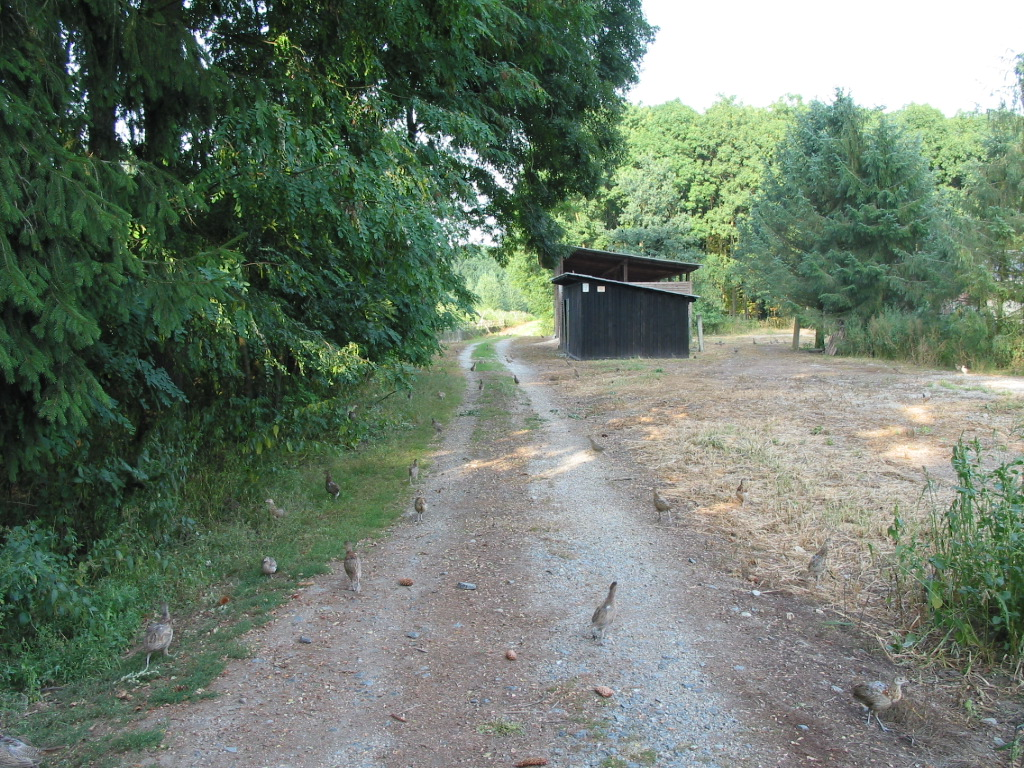
Chov nepůvodního druhu bažanta obecného v CHKO Litovelské Pomoraví

Bažantnice (německy Fasangarten) je zařízení určené k umělému chovu bažantů. Může jít o ohraničený lesík nebo o malou voliéru pro bažanty. V současnosti je v Česku přibližně 200 bažantnic. První bažantnice se začínají na českém území objevovat v 11. století. Velký rozvoj chovu bažantů zde nastal v 13. a 14. století, kdy se začínají hromadně zakládat obory a bažantnice. Od té doby vzrůstal počet bažantnic až do 20. století. Na území mnoha bažantnic se dochovalo neporušené nebo jen málo porušené přírodní prostředí, a proto byly vyhlášeny za přírodní rezervace nebo přírodní památky. Minimální výměra je 100 ha, z toho min. 25 ha lesů a remízů. Musí mít vlastní přirozený zdroj vody, zřizují se do nadmořské výšky 700 m n. m., nejbližší vzdálenost od lidských sídel je 200 m.

## Historie bažantnictví
Bažant, ze staroněmeckého fasant, fasan a z latinského phasanius, nazvaný podle své domoviny na řece Phasis (nyní Rioni) v Kolchidě, kde žil divoce, se začal chovat ve střední Evropě polodivoce v bažantnicích od 11. století. Jednu z prvních bažantnic podle francouzského dvora založil císař a král Karel IV. u Králového Dvora, roku 1579 byla založena nákladná bažantnice u Roudnice (obora bažantí dělána od kamene a ve třech skalách kamení k ní lámáno), roku 1565 Vilémem z Rožmberka bažantnice v Třeboni, další Matyášem Štampachem ze Štampachu (od 1. dubna 1585 držel panství Mšecké); na Moravě si olomoucký biskup Stanislav II. Pavlovský (1579—1598) nechal od zemského hejtmana Bohumíra ze Žerotína na Židlichovicích zaslat párek živých bažantů, jelikož se v biskupských oborách žádný nenalézal.
Značného rozšíření nabylo bažantnictví v 17. století, v Čechách jsou doloženy bažantnice v Boleslavi, Benátkách, Berouně, Častolovicích, Dymokurech, Horšovském Týně, Chrudimi, Chlumci, Jičíně, Jaroměři, Hradci Králové, Křinci, Kyšperku, Levonicích, Libešicích, Liběchovicích, Míkovicích, Náchodě, Nových Dvorech, Obořišti, Opočně, Pardubicích, Postoloprtech, Pyšelech, Praze, Ratajích, Smiřicích, Třeboni, Teplicích, Zvoleněvsi, Žampachu, Uhříněvsi. Bohuslav Balbín (Miscellanea historica regni Bohemiae) k tomu zaznamenal:
„Bažanty lze viděti... semotam po hájích a luzích se procházeti a na lukách seděti v tak velikém počtu, že se nyní obchodem stalo co jinde pro zábavu bylo. Vím, že byli z Čech do Vídně knížatům a na dvůr císařský dopravováni, že byli velmi draze prodáváni... nezřídka i za šest zlatých.“
Lovecký obzor, 15.03.1905, s. 49
Na panstvích přibývalo mnoho obor pro chov bažantů, zakládaly se ohrady k hnízdění bažantů (např. r. 1590 u Sudoměřic na panství Bechyňském) a bažantní komory (r. 1680 v oboře pod Kunětickou horou na Pardubicku). Za účelem honby bažantů se upravovaly veliké remízy; například v 18. století na Vinici (Weinberg) u Postoloprt, tři se nacházely nedaleko Levonic a jeden na Vršovické hoře. Největšího rozkvětu nabylo bažantnictví v druhé polovině 18. století. Roku 1845 se Čechách nacházelo 59 obor a 188 bažantnic. Na bažantnice či bažanty upomínají též jména pomístní: název Bažantnice nesla sušická obora, samota u Benešova na Budějovicku, myslivna u Sudoměřic, samota u Králového Dvora, myslivna u Třebíče, název Bažant měla samota u Kamenice n. L., Bažanty ves u Sedlce, Bažantov ves u Tachova (od osobního jména Bažant). Jednou z proslavených bažantnic na Moravě byla bažantnice na panství Jemnice markýze Pallaviciniho, jejíž podobu zachytil hajný Jan Vrba (Bažantnice a jiné obrázky z přírody):
Pro budování bažantnice byl koupen pozemek o rozloze cca 70 hektarů, složen především z jednotlivých remízů a luk. Ze soustavy remízů postupně vybudovali převážně listnaté víceetážové porosty s převažujícím zastoupením dubu, jasanu, javoru a topolu osiky. Bažantnice byla rozčleněna na jednotlivé leče širokými průseky. Hlavy jednotlivých lečí byly osázeny smrkem v šíři cca 30 m. Hlava leče se každoročně zastřihávala ve výšce 1,5 m. Ve spodní etáži byly vysazovány keře, jako je například ptačí zob, bez červený nebo jeřáb ptačí. Do určitého věku postů v lečích byly upravovány řezem i koruny stromů vrchní etáže což je patrné i v dnešní době.

Samotnou bažantnici tvořily tři části. První část byla myslivna s přilehlými porosty, kde probíhal voliérový umělý odchov bažantů s tzv. „komorou“, která sloužila jako místo pro snůšku a v zimních měsících zde přezimovalo chovné hejno. Druhá část s místním názvem Zmrzlík byla rozdělena do již zmiňovaných lečí a probíhal zde samotný lov bažantů. Ve třetí části zvané Lukavec byla založena lesní školka, která produkovala dřeviny a keře potřebné pro založení porostů bažantnice. Středem bažantnice protékal potok.
Ing.  Milan Tesař: Vzpomínka na jemnickou bažantnici 